# Sonia Hernández
Sonia Henández (Tarrasa, Barcelona, 1976) es una escritora y periodista española.

## Biografía
Sonia Hernández nació en Tarrasa en 1976, publicó en 2006 su primer libro de poemas, La casa del mar, al que siguió en 2010 Los nombres del tiempo. Como narradora, ha publicado los libros de relatos Los enfermos erróneos (2008) y La propagación del silencio (2013), además de las novelas La mujer de Rapallo, en 2010 –el mismo año en que la prestigiosa revista británica Granta la incluyó en su selección de los mejores narradores jóvenes en español–, y Los Pissimboni, publicada por Acantilado en 2015. Es miembro del Grupo de Estudios del Exilio Literario (GEXEL), en cuyo seno ha desarrollado diversos trabajos de investigación sobre Max Aub o, más recientemente Vicente Rojo. Como periodista, es colaboradora habitual del suplemento Cultura/s, del diario barcelonés La Vanguardia.

## Obras

### Libros de poemas
- La casa del mar (2006).
- Los nombres del tiempo (2010).

### Libros de relatos
- Los enfermos erróneos.(2008)
- La propagación del silencio.(2013)
- Ejercicios de inmovilidad.(2024)

### Novelas
- La mujer de Rapallo.(2010)
- Los Pissimboni.(2015)
- El hombre que se creía Vicente Rojo.(2017)
- El lugar de la espera.(2019)
- Maneras de irse.(2021)

## Premios y reconocimientos
- Finalista del XI Premio de Narrativa Dulce Chacón con su novela Los Pissimboni (Acantilado)[3]